# 乳酸锰
乳酸锰是一种化合物，化学式为Mn(C3H5O3)2。它可由碳酸锰和乳酸反应得到。它的水合物加热脱水并分解，最终生成一氧化锰。它的二水合物为正交晶系晶体，空间群为P212121三水合物为单斜晶系晶体，空间群P21。在水中，它可以和脲形成配合物Mn(C3H5O2)2·nCO(NH2)2（35 °C，n=3；45 °C，n=2）。